# 若林町 (浜松市)
若林町（わかばやしちょう）は静岡県浜松市中央区の町名。丁番を持たない単独町名である。住居表示未実施。

## 地理
浜松市中央区の南部、可美地区の中東部に位置する。東で東若林町、西で増楽町、南で新橋町、北で西伊場町・南伊場町・入野町と接する。

### 河川
- 堀留川
- 高塚川

### 学区
小学校・中学校の学区は以下の通りである。
- 浜松市立可美小学校
- 浜松市立可美中学校

## 歴史

### 町名の由来
昔からこの辺りは桃の里と知られ、この若桃の木が林のように生えていたことから。

### 沿革
- 1991年（平成3年）5月1日 – 浜名郡可美村が浜松市に編入される。また、住所表記が大字若林から若林町になる。
- 1998年　(平成9年)浜松まつりへ可美地区唯一の参加町となり凧揚げへ参加。
- 2007年（平成19年）4月1日 - 浜松市が政令指定都市となる。若林町は南区の一部となる。
- 2022年（令和6年）2月1日 – 西伊場町との間で境界変更を行う[WEB 8]。
- 2024年1月1日 - 浜松市の行政区再編により、若林町は中央区の一部となる。

## 施設
- 浜松市立可美保育園
- 浜松市可美市民サービスセンター
- 静岡銀行可美支店
- セブン-イレブン（浜松若林店、浜松若林南店）
- ローソン浜松南伊場店
- ファミリーマート浜松可美公園前店
- 臨済宗方広寺派 大徳山 広隣寺
- 臨済宗方広寺派 大宝山 能済寺
- 臨済宗方広寺派 宝珠山 威徳寺
- 諏訪神社

## 交通

### バス
- 遠鉄バス12浜名線：（浜松駅 方面 - ）若林 - 可美市民サービスセンター - サービスセンター西 - 西若林（ - 馬郡車庫 方面）

### 道路
- 国道257号（東海道）
- 浜松市道西伊場46号線（長島通り）
- 浜松市道若林10号線（長島通り）

## その他

### 警察
警察の管轄区域は以下の通りである。
| 番・番地等 | 警察署         | 交番・駐在所   |
| ---------- | -------------- | -------------- |
| 全域       | 浜松中央警察署 | 可美公園前交番 |

### 消防
消防の管轄区域は以下の通りである。
| 番・番地等 | 消防署   | 本署/出張所 |
| ---------- | -------- | ----------- |
| 全域       | 南消防署 | 本署        |

### 書籍
1. ↑  『わが町文化誌 美しかる可き里』浜松市可美公民館、2005年3月15日、82頁。

### WEB
1. ↑  “h02_22.csv”.   総務省 (2022年2月10日). 2024年8月8日閲覧。
2. ↑  “chuouku_menseki.xlsx”.   浜松市 (2024年3月12日). 2024年8月8日閲覧。
3. ↑  “静岡県 浜松市中央区 若林町の郵便番号 - 日本郵便”.   日本郵便. 2025年2月15日閲覧。
4. ↑  “市外局番の一覧”.   総務省 (2022年3月1日). 2024年8月8日閲覧。
5. ↑  “事業所案内及び管轄地域（事務所3件、分室3件）”.   一般社団法人静岡県自動車会議所. 2024年8月8日閲覧。
6. ↑  “住居表示実施状況／浜松市”.   浜松市 (2024年1月4日). 2024年8月8日閲覧。
7. ↑  “学校名から探す／浜松市”.   浜松市 (2024年1月1日). 2024年8月8日閲覧。
8. ↑  “中区西伊場町、南伊場町及び南区若林町における町の区域の変更等について／浜松市”.   浜松市 (2024年1月4日). 2024年8月8日閲覧。
9. ↑  “可美公園前交番｜静岡県警察”.   静岡県警察 (2024年4月1日). 2024年8月8日閲覧。
10. ↑  “消防署の町別管轄「わ」／浜松市”.   浜松市 (2024年3月21日). 2024年8月8日閲覧。